# Mehmetçelebi, Azdavay
Mehmetçelebi là một xã thuộc huyện Azdavay, tỉnh Kastamonu, Thổ Nhĩ Kỳ. Dân số thời điểm năm 2008 là 67 người.